# Letizia Roscher
Letizia Roscher (* 7. Oktober 2004 in Chemnitz) ist eine deutsche Eiskunstläuferin.

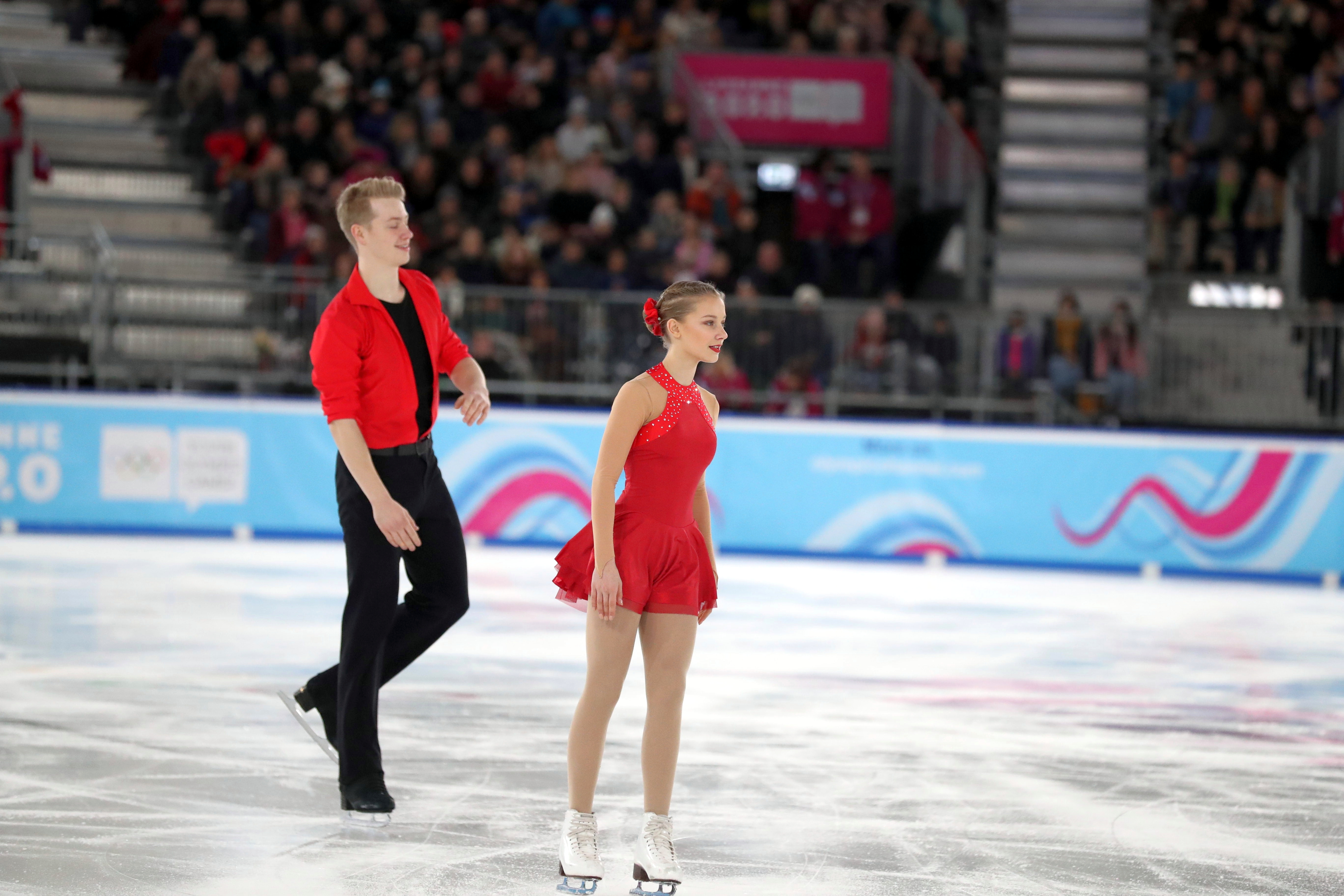
Letizia Roscher und Luis Schuster 2020

Roscher begann als Fünfjährige mit dem Eislaufen. In der 7. Klasse wechselte sie auf Anraten von Paarlauftrainerin Monika Scheibe zum Paarlauf. Mit ihrem Eislaufpartner Luis Schuster nahm Roscher 2020 an den Olympischen Jugend-Winterspielen in Lausanne teil und sie belegten dort den 8. Platz.
Durch ein gutes Ergebnis beim Warsaw Cup konnten sich Roscher und Schuster ihre Teilnahme an den Eiskunstlauf-Europameisterschaften 2022 in Tallinn sichern. Im EM-Kurzprogramm wurden sie 19. von 21 angetretenen Paaren und qualifizierten sich damit nicht für die finale Kür.
In der Saison 2022/23 erhielten sie ihre erste Einladung in die Grand-Prix-Serie. Bei Skate America belegten sie den 7. Platz.
Für die Eiskunstlauf-Weltmeisterschaften 2025 konnten sie sich nicht qualifizieren.
Sie werden beim Chemnitzer EC von Ingo Steuer und Robin Szolkowy trainiert.